# Gonycranaus androgynus
Espèce
Gonycranaus androgynus est une espèce d'opilions laniatores de la famille des Gerdesiidae.

## Distribution
Cette espèce est endémique du Minas Gerais au Brésil. Elle se rencontre à Conceição do Mato Dentro, Morro do Pilar, Santa Bárbara et Caeté dans des grottes.

## Description
Le mâle holotype mesure 4,3 mm et la femelle paratype 4,17 mm, les mâles mesurent de 3,5 à 4,6 mm et les femelles de 3,6 à 4,3 mm.

## Systématique et taxinomie
Cette espèce a été décrite par Bragagnolo, Hara et Pinto-da-Rocha en 2015.

## Publication originale
- (en) Bragagnolo, Hara et Pinto-da-Rocha, « A new family of Gonyleptoidea from South America (Opiliones, Laniatores) », Zoological Journal of the Linnean Society, vol. 173, no 2,‎ 2015, p. 296-319